# Colrave
La colrave (Brassica oleracea var. gongylodes) és una varietat mengívola de la col del gènere Brassica.

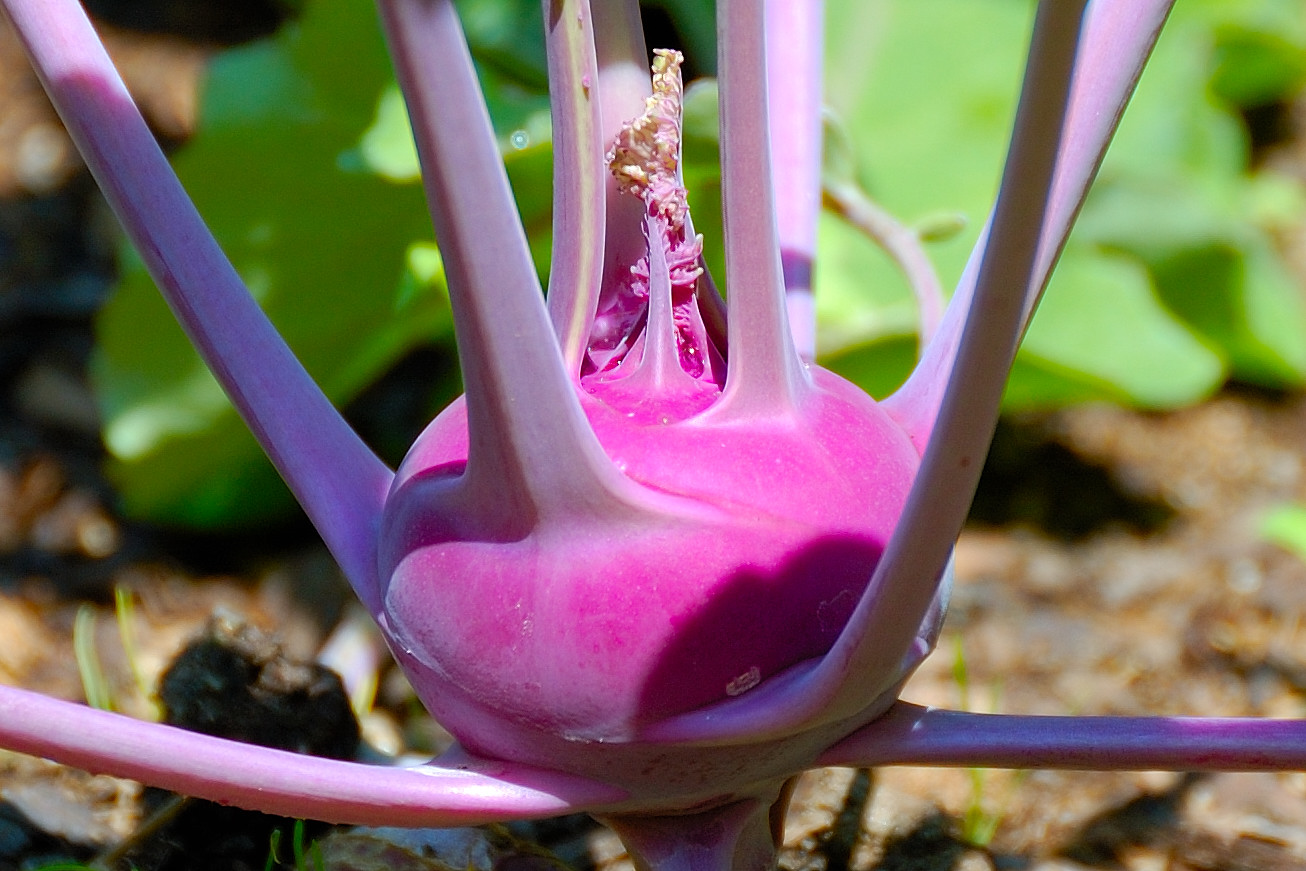
Colrave porprada

 Tot i que es troben també les paraules colirave, col-i-nap, col-rave, el Termcat proposa la versió sense «i» o guionet.
La seva producció està sotmesa al Reglament d'inscripció de varietats d'espècies hortícoles de 1986, modificat el 2006.
És una planta biennal, de fulles enteres, carnoses i glabres d'un verd glauc o porpra. Segons les variants, el nap és de color quasi blanc, verd clar fins a blau porprat. El bulb, des del punt de vista botànic, no és pas un tubercle sinó un creixement secundari de l'hipocòtil, sota el qual creix l'arrel mestra. El primer any forma el pseudobulb, l'any següent damunt el bulb es desenvolupa una tija que porta les flors.
100 g de bulb fresc contenen 91,6 g d'aigua, 1,9 g de proteïna, 0,1 g greix, 3,8 g de glúcids i 1,4 g de fibra alimentària. Els bioelements principals són potassi (380 mg), calci (70 mg), fòsfor (50 mg), magnesi (45 mg) i ferro (0,9 mg). De més contenen vitamina C (65 mg), vitamina A (carotè, 0,2 mg), vitamina B1 (0,05 mg), vitamina B2 (0,05 mg) i niacina (1,8 mg). Aporta 103 kJ o 24 kcal d'energia. El gust rau en el contingut de sucres, d'àcids màlics i cítrics i de glucosinolat. A les fulles, el contingut de vitamina C és 100 cops superior, el de calci i ferro 10 cops superior.

## Ús culinari
La colrave és una crucífera molt popular a la cuina alemanya, en què el bulb és menja a centenars de variants: fresca i ratllada en amanides, estofada (sola o amb safanòries, en puré, buidada i farcida de carn, de peix, de gamba d'esquer, de formatge… El gust suau (amb una olor de col força discret) permet una combinació amb moltes preparacions amb gusts més pronunciats. Quan són molt fresques, les fulles, i sobretot les fulles interiors, més suaus i amb tiges menys llenyoses, es mengen en amanides, o picolades a la manera de julivert per a donar, per exemple, un accent de color a la sopa de colrave.

## Receptes
A la cuina catalana contemporània és poc popular: el Corpus de la cuina catalana no en menciona cap recepta. El moviment de la cuina ecològica va tornar a descobrir «el parent més desconegut de les cols»
- «Receptes amb Col-Rave [sic]».   S'ha kavat el bròquil. Arxivat de l'original el 2018-12-18. [Consulta: 17 desembre 2018].
- Picas, Carme «Verdures d'hivern amb cremós de formatge i oli de trompetes». TV3, s.d.
- Ollé, Rebeca. «Amanida de colrave i taronja amb dàtils i vinagreta de mel» (pdf). Arxivat de l'original el 2013-07-25. [Consulta: 17 desembre 2018].
- Martínez-Obiols, Maria José «Crema de colrave, fonoll i gingebre». Ara, 29-01-2017.